# Sella di Kartitsch
La sella di Kartitsch (in tedesco: Kartitscher Sattel) è un passo alpino situato a 1525 m s.l.m. nel land del Tirolo in Austria.
Separa le Alpi Carniche a sud e le Dolomiti di Lienz a nord, e collega Kartitsch, da cui prende il nome, nella Valle del Gail ad ovest, con Obertilliach nella valle del Gailbach ad est. Entrambi i corsi d'acqua nascono presso la sella stessa, a 150 m l'uno dall'altro, e sono entrambi affluenti (più importante il primo, molto più breve il secondo) della Drava.